# Rue Gospodska
La rue Gospodska est située en Bosnie-Herzégovine, sur le territoire de la Ville de Banja Luka. Cet ensemble urbanistique qui remonte à la fin du XIXe siècle est inscrit sur la liste des monuments nationaux de Bosnie-Herzégovine.

## Description

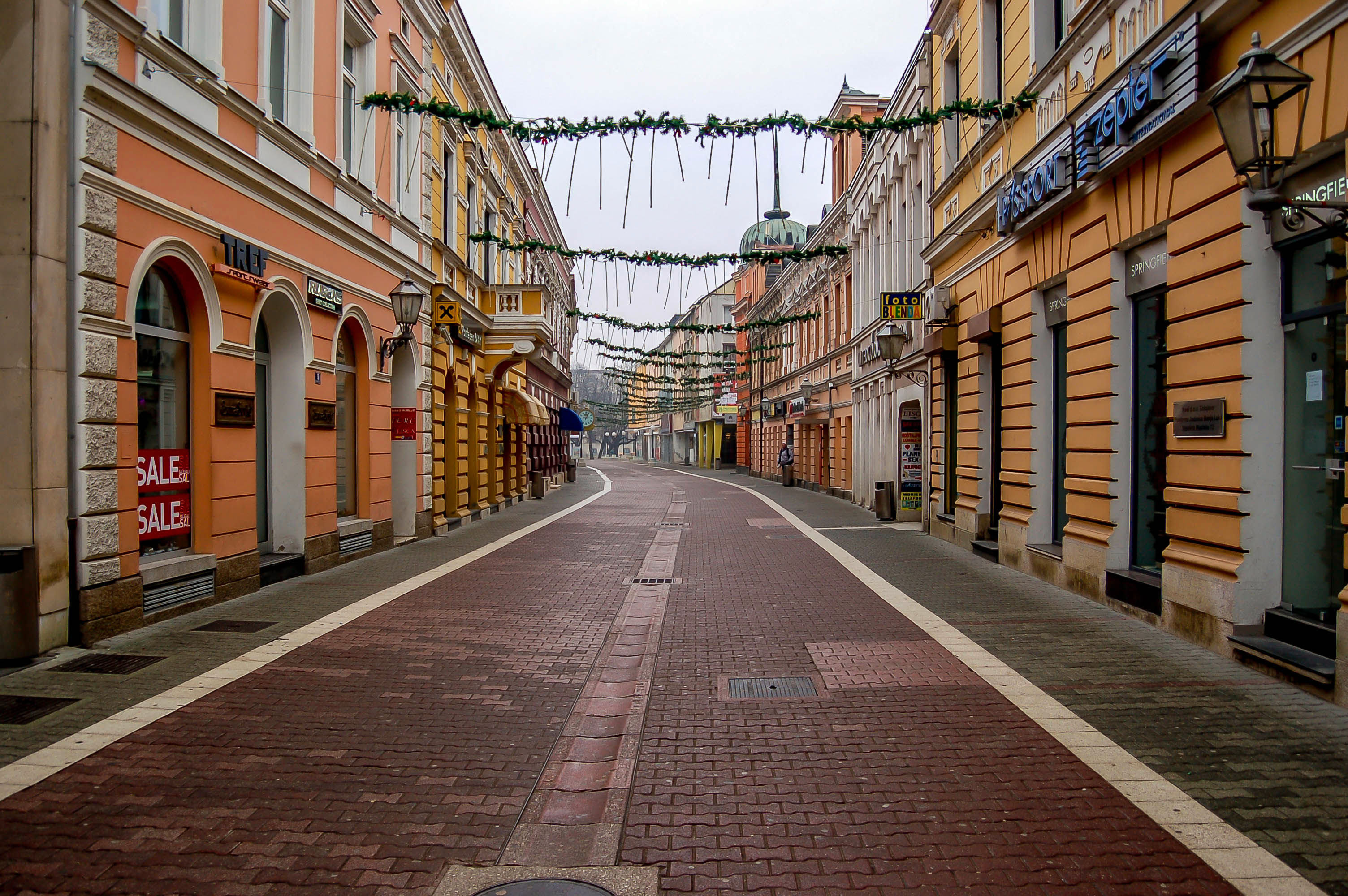
Autre vue de la rue